# Мале Ребрце
Мале Ребрце (словен. Male Rebrce) је насељено место у општини Иванчна Горица, Средњесловенска регија, Словенија.

## Историја
До територијалне реорганизације у Словенији биле су у саставу старе општине Гросупље.

## Становништво
У попису становништва из 2011. године, Мале Ребрце су имале 30 становника.
| Број становника према пописима | Број становника према пописима | Број становника према пописима |
| ------------------------------ | ------------------------------ | ------------------------------ |
| 1991                           | 2002                           | 2011                           |
| 28                             | 33                             | 30                             |